# Лугеря Сергій Олександрович
Лугеря Сергій Олександрович (нар. 10 червня 1987, Мошни) — український військовий та громадський діяч. Командир 4 батальйону 118 окремої бригади територіальної оборони Збройних Сил України з 01 серпня 2025 року.

## Біографія
Народився у с. Мошни, Черкаська область, Черкаський район 10 червня 1987 року. З 2005 по 2009 проходив службу в 1-й окремий батальйон морської піхоти (Україна). З початку вторгнення російської федерації на схід був мобілізований у 2014 році та проходив службу в 128-ма окрема гірсько-штурмова бригада (Україна). Брав участь в Боях за Дебальцеве (2015), де отримав поранення. З 2015 по 2018 роки займав посаду головного спеціаліста Державної служби України у справах ветеранів війни та учасників антитерористичної операції. Після 2018 року займався підприємницькою діяльністю.
З початку російського вторгнення в Україну (з 2022) повернувся до лав Збройних Сил України, проходив службу у військовій частині А4575. З жовтня 2022 року займав посаду командира взводу у 156 ОбТрО 118 ОбрТрО. У квітні 2024 року призначений на посаду начальника групи розвідки 156 ОбТрО 118 ОбрТрО.
З серпня 2024 року призначений на посаду командира 159 ОбТрО 118 ОбрТрО.
З 01.08.2025 призначений на посаду командира 4 батальйону 118 ОбрТрО.

## Нагороди
2023 рік — Орден Богдана Хмельницького III ступеня.